# Laphystia howlandi
Laphystia howlandi är en tvåvingeart som beskrevs av Wilcox 1960. Laphystia howlandi ingår i släktet Laphystia och familjen rovflugor. Inga underarter finns listade i Catalogue of Life.